# Dischidia cleistantha
Dischidia cleistantha là một loài thực vật có hoa trong họ La bố ma. Loài này được Livsch. mô tả khoa học đầu tiên năm 2003.